# 神出鬼没・乗ってけ!北野誠タクシー
『神出鬼没・乗ってけ!北野誠タクシー』（しんしゅつきぼつ・のってけ きたのまことタクシー）は、1999年10月4日から2001年3月27日まで関西テレビで放送されたトークバラエティ番組で、北野誠の冠番組。松竹芸能との共同製作。全74回。

## 概要
北野が日本各地でロケを敢行し、一緒にタクシーに乗った客とともにトークを繰り広げていた深夜番組。1998年3月26日深夜にパイロット版である『乗ってけ!北野誠タクシー』を放送した後、1999年10月4日深夜にレギュラー放送を開始した。なお、パイロット版にはパイレーツが出演した。

## 放送時間

### 乗ってけ!北野誠タクシー
- 月曜 24:35 - 25:30 （火曜 0:35 - 1:30、1998年3月26日）

### 神出鬼没・乗ってけ!北野誠タクシー
- 月曜 24:30 - 25:00 （火曜 0:30 - 1:00、1999年10月4日 - 2000年3月28日）
- 火曜 24:40 - 25:10 （水曜 0:40 - 1:10、2000年4月11日 - 2001年3月27日）

## 出演者
- 北野誠
- 乗客ゲスト

## スタッフ
- 構成：杉本つよし・小林仁（共にオフィス元気）
- CAM：宮本吉将
- MIX：岩村誉也
- 編集：CARROT
- 音効：大鳥洋一（MEW）
- 衣裳：上瀬美和（スタジオセルズ）
- 協力：文化タクシー
- ディレクター：桝田貴幸、中野公樹
- プロデューサー：植村泰之（関西テレビ）、広瀬浩也（Express）
- 制作協力：松竹芸能
- 制作：関西テレビ、Express